# Маний Ацилий Глабрион (консул 186 года)
Маний Ацилий Глабрион (лат. Manius Acilius Glabrio) — римский политический деятель второй половины II века.
Его отцом был консул 152 года Маний Ацилий Глабрион. Около 173 года Глабрион находился на посту консула-суффекта. В 186 году он занимал должность ординарного консула вместе с императором Коммодом. После убийства Коммода 31 декабря 192 года на заседании сената Пертинакс предлагал провозгласить Глабриона новым императором, однако последний отказался принять на себя властные полномочия, в результате чего государем стал сам Пертинакс.
Его сыном был консул 210 года Маний Ацилий Фаустин.